# Naturschutzgebiet Oberes Ruhrtal
Das Naturschutzgebiet Oberes Ruhrtal ist ein 55,29 ha großes Naturschutzgebiet (NSG) nördlich von Winterberg. Das Gebiet wurde 2008 mit dem Landschaftsplan Winterberg durch den Hochsauerlandkreis als (NSG) ausgewiesen. Das NSG besteht aus vier Teilflächen. Die Bundesstraße 480 teilt trennt die Teilflächen voneinander. Eine Besonderheit ist, dass die südlichen Teile des NSG zum FFH-Gebiet DE 4816-305  Bergwiesen bei Winterberg gehören und nördliche Teilbereiche zum FFH-Gebiet DE-4614-303 „Ruhr“. Wobei das FFH-Gebiet „Ruhr“ Flächen an der Ruhr bis Fröndenberg umfasst.

## Beschreibung
Das NSG Oberes Ruhrtal beginnt kurz nach der Quelle der Ruhr und geht bis kurz vor Niedersfeld. Die Ruhr im NSG ist ein maximal zwei Meter breiter Bach mit Steil- und Flachufern. Zum NSG gehört der Unterlauf des Berkelbaches. Im Tal des Berkelbaches befinden sich artenreiche Mager- und Feuchtgrünland-Gesellschaften. Der Berkelbach selbst mäandriert durch die schmale Aue und weist bis zu 1 Meter hohe Steilabbrüche auf. Im nördlichen NSG-Bereich mündet die Voßmecke in die Ruhr.
Bis auf ein paar kleine Rotfichtenflächen ist der Rest des NSG Grünland. Das Grünland wird meist mit Rindern beweidet. Im Auenbereich ist häufig Feuchtgrünland ausgebildet, vor allem feuchte Weidelgras-Weißkleeweiden und quellige Waldbinsen-Wiesen. Kleinflächig befinden sich im NSG an höher gelegenen Stellen Borstgrasrasen-Fragmente.
Von der Nordrhein-Westfalen-Stiftung wurden seit 1990 5 ha im NSG auf Antrag des Vereins für Natur- und Vogelschutz im Hochsauerlandkreis für Naturschutzzwecke angekauft.

## Schutzzweck
Das NSG wurde zur Erhaltung und Optimierung eines artenreichen Grünlandtalsystems als Lebensraum von teilweise seltenen und gefährdeten Tier- und Pflanzenarten ausgewiesen. Es dient ferner dem Schutz der überkommenen Grünlandnutzung auf aufgabegefährdeten Standorten durch Vertragsangebote zur Erhaltung dieses Biotopmosaiks und der daraus resultierenden Vielfalt im Landschaftsbild. Das NSG wurde auch zur Sicherung der Kohärenz und Umsetzung des europäischen Schutzgebietssystems Natura 2000 ausgewiesen.